# Ebiet G. Ade
Ebiet G. Ade, właśc. Abid Ghoffar Aboe Dja’far (ur. 21 kwietnia 1954 w Wonodadi) – indonezyjski piosenkarz, gitarzysta i autor tekstów.
Jego utwory „Berita Kepada Kawan” i „Camelia” znalazły się w zestawieniu 150 indonezyjskich utworów wszech czasów, ogłoszonym na łamach lokalnego wydania magazynu „Rolling Stone” (kolejno na pozycjach 7. i 50.).
Na swoim koncie ma kilka nagród AMI (Anugerah Musik Indonesia) (dla najlepszego artysty solowego za utwór „Aku Ingin Pulang”, w kategorii najlepszy album typu ballada/country za Aku Ingin Pulang, dla najlepszego twórcy utworu typu ballada/country za utwór „Rindu Selintas Bayang”), a także szereg nagród BASF (otrzymanych w latach 1984–1988). 

## Dyskografia
Źródło:
Albumy studyjne
- 1979: Camellia I
- 1979: Camellia II
- 1980: Camellia III
- 1980: Camellia 4
- 1982: Langkah Berikutnya
- 1982: Tokoh-Tokoh
- 1984: 1984
- 1985: Zaman
- 1986: Isyu!
- 1997: Menjaring Matahari
- 1998: Sketsa Rembulan Emas
- 1990: Seraut Wajah
- 1995: Kupu-Kupu Kertas
- 1995: Cinta Sebening Embun
- 1995: Aku Ingin Pulang
- 1998: Gamelan (1998)
- 2000: Balada Sinetron Cinta
- 2001: Bahasa Langit
- 2007: In Love: 25th Anniversary
- 2008: Masih Ada Waktu
- 2009: Tembang Country 2